# 前455年
| 千纪： | 前1千纪 |
| 世纪： | 前6世纪 \| 前5世纪 \| 前4世纪 |
| 年代： | 前480年代 \| 前470年代 \| 前460年代 \| 前450年代 \| 前440年代 \| 前430年代 \| 前420年代                                                                                                 |
| 年份： | 前460年 \| 前459年 \| 前458年 \| 前457年 \| 前456年 \| 前455年 \| 前454年 \| 前453年 \| 前452年 \| 前451年 \| 前450年                                                                   |
| 纪年： | 周貞定王十四年 魯悼公十三年 齊宣公元年 晉出公二十年 趙襄子二十一年 秦厉共公二十二年 楚惠王三十四年 宋昭公十四年 衛敬公十年 蔡元侯二年 鄭哀公八年 燕孝公三十八年 越王不壽三年 杞出公六年 |

## 大事記
- 晉陽之戰，戰國時期晉國四大家族智伯、趙襄子、韓康子、魏桓子間的一場戰爭。中山国第二次被灭。
- 郑共公在郑国继位。
- 波斯帝国平定埃及的叛乱，战胜雅典的远征军。

## 出生
- 李悝，战国时代政治人物，法家代表，魏国丞相（约出生于前455年，逝世于前395年）

## 逝世
- 郑哀公，郑国国君